# Colton (Washington)
Colton az Amerikai Egyesült Államok északnyugati részén, Washington állam Whitman megyéjében elhelyezkedő város. A 2010. évi népszámlálási adatok alapján 418 lakosa van.

## Történet
Colton első lakosa az 1879-ben ideérkező J.A. Cole; a települést 1882-ben alapította meg J.B. Stanley. A helység városi rangot 1890-ben kapott, azonban 1893-ig ezt hivatalosan nem rögzítették.
Kenny Chesney countryénekes „Me and You” dalának videóklipje a városban készült.

## Éghajlat
A térség nyarai melegek (de nem forróak); a város éghajlata meleg nyári mediterrán (a Köppen-skála szerint Csb).
| Hónap                         | Jan.  | Feb.  | Már.  | Ápr.  | Máj. | Jún. | Júl. | Aug. | Szep. | Okt.  | Nov.  | Dec.  | Év    |
| ----------------------------- | ----- | ----- | ----- | ----- | ---- | ---- | ---- | ---- | ----- | ----- | ----- | ----- | ----- |
| Rekord max. hőmérséklet (°C)  | 14,4  | 18,9  | 22,8  | 31,1  | 33,9 | 38,9 | 40,6 | 42,8 | 37,8  | 31,1  | 22,8  | 15,6  | 42,8  |
| Átlagos max. hőmérséklet (°C) | 2,8   | 5,6   | 10,0  | 14,4  | 19,4 | 23,3 | 28,9 | 29,4 | 23,9  | 16,1  | 6,7   | 2,2   | 15,3  |
| Átlagos min. hőmérséklet (°C) | −3,9  | −2,8  | −0,6  | 2,2   | 5,0  | 7,2  | 9,4  | 9,4  | 6,1   | 2,2   | −1,1  | −4,4  | 2,4   |
| Rekord min. hőmérséklet (°C)  | −34,4 | −32,2 | −20,6 | −11,7 | −7,2 | −2,2 | −2,8 | −1,1 | −6,7  | −16,7 | −26,1 | −33,9 | −34,4 |
| Átl. csapadékmennyiség (mm)   | 80    | 62    | 68    | 64    | 64   | 48   | 25   | 25   | 31    | 55    | 92    | 76    | 690   |
| Forrás: The Weather Channel   |       |       |       |       |      |      |      |      |       |       |       |       |       |

## Népesség
A 2010-es népszámláláskor a városnak 418 lakója, 164 háztartása és 126 családja volt. A népsűrűség 261,1 fő/km2. A lakóegységek száma 167, sűrűségük 104,4 db/km2. A lakosok 95,5%-a fehér,  0,2%-a indián, 0,7%-a ázsiai,  0,5%-a egyéb, 3,1%-a pedig kettő vagy több etnikumú. A spanyol vagy latino származásúak aránya 3,1% (1,4% mexikói, 0,2% Puerto Ricó-i,  1,4% egyéb spanyol vagy latino származású.)
A háztartások 33,5%-ában élt 18 évnél fiatalabb. 68,9% házas, 6,7% egyedülálló nő, 1,2% egyedülálló férfi, 23,2% pedig nem család. 18,9% egyedül élt; 6,1%-uk 65 éves vagy idősebb. Egy háztartásban átlagosan 2,55 személy élt; a családok átlagmérete 2,91 fő.
A medián életkor 44,2 év volt. A város lakóinak 26,1%-a 18 évesnél fiatalabb, 5,3% 18 és 24 év közötti, 19,9%-uk 25 és 44 év közötti, 33,3%-uk 45 és 64 év közötti, 15,6%-uk pedig 65 éves vagy idősebb. A lakosok 51%-a férfi, 49%-a pedig nő.

## Híres személyek
- Mike Kramer – amerikaifutball-edző[11]
- Albert H. Rooks – a USS Houston kapitánya[12]

## Fordítás
Ez a szócikk részben vagy egészben  a   Colton, Washington című angol Wikipédia-szócikk ezen változatának fordításán alapul.  Az eredeti cikk szerkesztőit annak laptörténete sorolja fel. Ez a jelzés csupán a megfogalmazás eredetét és a szerzői jogokat jelzi, nem szolgál a cikkben szereplő információk forrásmegjelöléseként.